# Leopold Kitka-Sokołowski
Leopold Kitka-Sokołowski właśc. Leopold Sokołowski (ur. 26 października?/7 listopada 1892 w Odessie, zm. 8 lutego 1979 w Skolimowie) – polski aktor teatralny.

## Życiorys
Gimnazjum i studia ukończył w Odessie, gdzie również uczył się sztuki aktorskiej pod kierunkiem Aleksandra Adaszewa. Po powrocie do Polski w 1921 roku podjął naukę na Oddziale Dramatycznym Państwowego Konserwatorium Muzycznego w Warszawie (do 1925). Debiutował w 1925 roku na scenie Teatru Miejskiego w Bydgoszczy. W kolejnych latach grał w Katowicach (Teatr Polski 1926–1927), Warszawie (Teatr Praski 1929–1928, Teatr Polski 1931–1933, Teatr Melodramatyczny 1931, Teatr Ateneum 1932), Płocku (1928–1929), Poznaniu (Teatr Nowy 1929–1930), Teatrze Objazdowym ZASP Samorządów Województwa Białostockiego (1930–1931), Radomiu (Teatr im. Stefana Żeromskiego 1933–1934), Stanisławowie (Teatr Małopolski 1934–1935), Kaliszu (Teatr Nowy 1935–1936, Teatr Miejski 1938–1939), ponadto w Grodnie, Łucku, Wilnie oraz w objazdowym zespole Reduty.
Podczas II wojny światowej przebywał w Kosowie, gdzie prowadził amatorski zespół teatralny. Po zakończeniu walk pracował w Starym Teatrze w Krakowie (1945), a następnie na Pomorzu w Sopocie (1945–1946) i Gdyni (1946–1947). W kolejnych latach występował w Gorzowie Wielkopolskim (1947–1948), Poznaniu (Teatr Nowy i Komedii Muzycznej 1948–1949), Szczecinie (Teatry Dramatyczne 1949–1950), Bielsku-Białej (Teatr Polski 1950), Gnieźnie (1951), Kaliszu (Teatr im. Wojciecha Bogusławskiego 1951), Gdańsku (Teatr Wybrzeże 1953–1957), Jeleniej Górze (Teatr Dolnośląski 1957–1959) oraz Częstochowie (Teatr im. Adama Mickiewicza 1959–1962). Po przejściu na emeryturę zamieszkał w Domu Artystów Weteranów Scen Polskich w Skolimowie.
W 1955 roku został odznaczony Medalem 10-lecia Polski Ludowej. Pisał również wiersze, które zostały wydane pośmiertnie w antologii Wiersze i poematy o Ziemi Szczecińskiej (1994)